# Lysohlávka
Lysohlávka (Psilocybe) je rod stopkovýtrusných hub s celosvětovým výskytem. Známé jsou především pro halucinogenní účinky většiny svých druhů, slangově jsou označovány jako „houbičky“; název lysohlávka se však v češtině používá i pro houby z rodu Deconica, které halucinogenní látky neobsahují. Halucinogenní druhy obsahují účinné látky psilocin a psilocybin, v menší míře také slabší baeocystin a norbaeocystin, jehož psychoaktivita je však sporná. Je popsáno přes sto druhů tohoto rodu, rostoucích v různých částech světa i podmínkách.  

## Druhy
Lysohlávek je popsáno více, než sto druhů. Mezi ty známější patří:
- lysohlávka aztécká (Psilocybe aztecorum)
- lysohlávka azurově modrající (Psilocybe azurescens)
- lysohlávka česká (Psilocybe serbica var. bohemica)
- lysohlávka fimetaria (Psilocybe fimetaria)
- lysohlávka horská (Psilocybe montana)
- lysohlávka kopinatá (Psilocybe semilanceata)
- lysohlávka kubánská (Psilocybe cubensis)
- lysohlávka lesní (Psilocybe medullosa)
- lysohlávka mexická (Psilocybe mexicana)
- lysohlávka modrající (Psilocybe cyanescens)
- lysohlávka moravská (Psilocybe serbica var. moravica)
- lysohlávka otupělá (Psilocybe strictipes)
- lysohlávka srbská (Psilocybe serbica)
- lysohlávka tajemná (Psilocybe serbica var. arcana)

## Všeobecné určující znaky pro luční a lesní druhy Psilocybe[2]
1. Lokalita - Psilocybe semilanceata roste na loukách v symbióze s trávou metlicí trsnatou. Psilocybe strictipes se vyskytuje ve stejných lokalitách jako předcházející druh. Lesní druhy rostou na (hnijícím) dřevě z listnatých stromů (zřídka i na dřevě z jehličnanů).
2. Modrání (zelenání) - vzácný druh Psilocybe medullosa (příbuzná Psilocybe semilanceata), který roste v lese na dřevě nemodrá (nezelená). Rovněž Psilocybe semilanceata modrá (zelená) málo. Houby modrají po poškození nebo se na nich spontánně objeví modrozelené fleky.
3. Tvar klobouku (a lupenů - hlavně u nožičky) Například u Psilocybe moravica lupeny výrazně přesahují lem na kloboučku. Psilocybe bohemica mají po obvodu klobouky většinou viditelné výrůstky.
4. Barva klobouku (barva výtrusů a lupenů) se mění ! Během sucha je bledá (až bílá), ve vlhku je tmavší. Podle věku - mladá houba má barvu bledší (karamelovou, jako polské cukrovinky krówky), starší je tmavší (tmavá). Klobouk je často flekatý. Barva výtrusů a lupenů je tmavě hnědá (někdy do fialova), popřípadě krémová, světlá (u mladých Psilocybe, nebo během značného sucha). Stejnou barvu mají i lupeny.
5. Tvar nožičky - u některých druhů je velmi často pokřivená (také u ní jsou rhizoidy - pakořeny z mycelia)
6. Gumovitost - na rozdíl od jiných hub jejich nožičky a klobouky jsou jakoby z gumy, nelámou se.
7. Vůně - je specifická pro Psilocybe. Žádná jiná houba tak nevoní jako tento druh.
8. Blána na klobouku - dá se stáhnout po kouscích z kloboučku (výjimečně to nejde)

Upozornění:
Existují přechodné formy Psilocybe. Proto je někdy těžké přiřadit nalezenou houbu do nějaké variety (druhu).[zdroj?]